# Joseph Van Lieshout
Josephus (Joseph) Antonius Van Lieshout (Antwerpen, 23 oktober 1788 - Turnhout, 16 april 1856) was een Belgisch politicus.

## Levensloop
Van Lieshout was afkomstig uit Antwerpen.
Hij werd bij de gemeenteraadsverkiezingen van 10 november 1830 verkozen tot gemeenteraadslid te Turnhout en vervolgens aangesteld op 19 november 1830 als burgemeester in opvolging van Jean F.T. Dierckx. Hij werd in deze hoedanigheid op 4 november 1844 opgevolgd door de neef van zijn voorganger, Joseph Dierckx.
Van Lieshout stond bekend als Belgistisch (dit in tegenstelling tot zijn voorganger die tot de orangisten behoorde). Tijdens de Tiendaagse Veldtocht - toen Nederlandse troepen op 3 augustus 1831 onder leiding van generaal Saksen-Weimar Turnhout hadden ingenomen - werd hij door de Nederlanders als gijzelaar genomen. Hij zou daarbij worden gedood indien er een enkel schot gelost zou worden bij de inname van de stad. Van Lieshout was het enige lid van het gemeentebestuur die op post was gebleven. De overige schepenen en raadsleden waren de gevluchte Turnhoutenaars gevolgd.